# Méthode de Crank-Nicolson
Pour les articles homonymes, voir Nicolson.

Simulation de l'expérience des fentes de Young pour un électron, avec la méthode de Crank-Nicolson.

En mathématiques, en analyse numérique, la méthode de Crank-Nicolson est un algorithme simple permettant de résoudre des systèmes d'équations aux dérivées partielles. Cette méthode utilise les différences finies pour approcher une solution du problème : elle est numériquement stable, et quadratique pour le temps. On peut facilement la généraliser à des problèmes à deux ou trois dimensions.
Cette méthode, publiée en 1947, est le résultat des travaux de la mathématicienne britannique Phyllis Nicolson (1917 — 1968) et du physicien John Crank (1916 — 2006). Ils l'utilisèrent dans la résolution de l'équation de la chaleur.
Son efficacité et sa simplicité en font un outil courant dans les simulations numériques, pour résoudre des problèmes de mécanique quantique, de thermodynamique hors-équilibre,, de mécanique des fluides et d'électromagnétisme. Par ailleurs, un certain nombre de phénomènes pouvant être ramenés à l'étude de l'équation de la chaleur, son champ d'application est relativement étendu : à partir du modèle Black-Scholes, on peut par exemple utiliser la méthode de Crank-Nicolson à la finance.

## Principes
Même si la méthode de Crank-Nicolson ressemble à la moyenne temporelle de ce que donnent les méthodes d'Euler progressive et régressive, ce n’est pas le cas, car l’équation dépend implicitement de la solution.
On considère un problème à une dimension spatiale et en temps, de la forme :
{\displaystyle {\frac {\partial u}{\partial t}}=F\left(u,\,x,\,t,\,{\frac {\partial u}{\partial x}},\,{\frac {\partial ^{2}u}{\partial x^{2}}}\right)}
dont on souhaite évaluer les valeurs {\displaystyle u_{i}^{n}=u(i\Delta x,\,n\Delta t)\,}.
En partant des deux versions de la méthode d'Euler
{\displaystyle {\frac {u_{i}^{n+1}-u_{i}^{n}}{\Delta t}}=F_{i}^{n}\left(u,\,x,\,t,\,{\frac {\partial u}{\partial x}},\,{\frac {\partial ^{2}u}{\partial x^{2}}}\right)\qquad {\mbox{(progressive)}}}
{\displaystyle {\frac {u_{i}^{n+1}-u_{i}^{n}}{\Delta t}}=F_{i}^{n+1}\left(u,\,x,\,t,\,{\frac {\partial u}{\partial x}},\,{\frac {\partial ^{2}u}{\partial x^{2}}}\right)\qquad {\mbox{(régressive)}}}
la méthode de Crank-Nicolson s'obtient en faisant la moyenne des deux égalités :
{\displaystyle {\frac {u_{i}^{n+1}-u_{i}^{n}}{\Delta t}}={\frac {1}{2}}\left[F_{i}^{n+1}\left(u,\,x,\,t,\,{\frac {\partial u}{\partial x}},\,{\frac {\partial ^{2}u}{\partial x^{2}}}\right)+F_{i}^{n}\left(u,\,x,\,t,\,{\frac {\partial u}{\partial x}},\,{\frac {\partial ^{2}u}{\partial x^{2}}}\right)\right].}
La méthode est considérée comme implicite, car elle nécessite la résolution d'équations algébriques (correspondant au second membre de la méthode d'Euler régressive).
Cette méthode est inconditionnellement stable, mais nécessite certaines conditions de régularité sur les équations à résoudre pour que le résultat ait une précision satisfaisante.